# ウェールズ・ミレニアム・センター

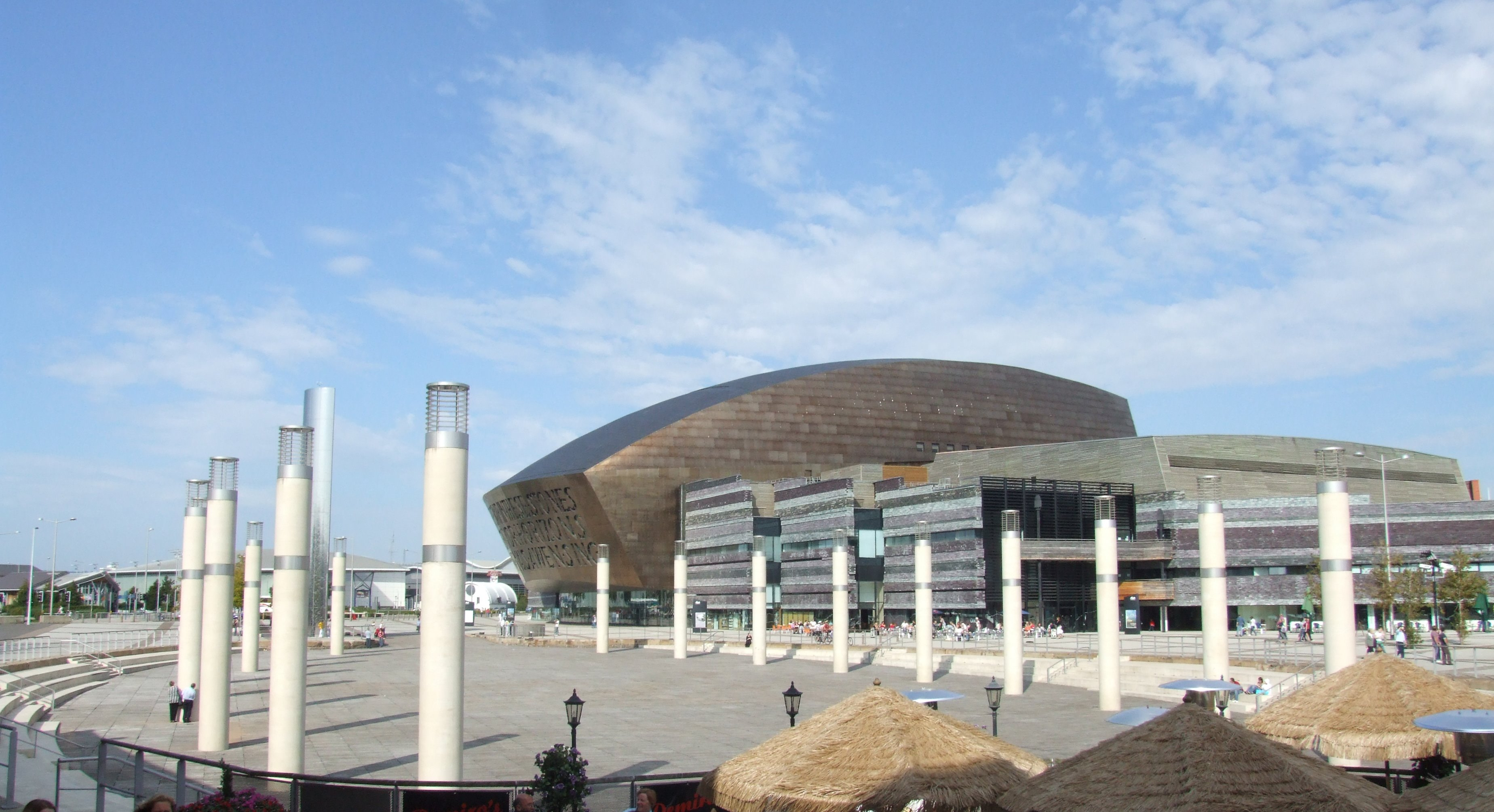
ウェールズ・ミレニアム・センター

ウェールズ・ミレニアム・センター（Wales Millennium Centre）はウェールズのカーディフベイにある芸術施設。

## 概要
当施設は当初、歌劇場として建設が計画された。ウェールズ・ナショナル・オペラの本拠地として使用予定であり、建設費はナショナル・ロッテリーなどで賄える予定だった。しかし1995年12月、国会議員らの反発によって建設は白紙され、ミレニアム・スタジアムの建設にも影響があった。
ウェールズ国民議会はミレニアム・センターの名で建設。2004年11月に第1期のドナルド・ゴードン・シアターとウェストンスタジオシアターを落成。第2期にBBCホディノットホールが2009年に落成した。
テレビドラマ『ドクター・フー』やそのスピンオフ作品『秘密情報部トーチウッド』では、ターディスの燃料補給地やトーチウッドの本部として用いられている。